# Михнево
Михнево је насељено место у општини Петрич у области Благоевград, Бугарска. Према попису из 2021. године било је 990 становника.
Према бугарском географу и историчару, Василу Канчову, у Михневу је 1900. године живело 270 Словена хришћана.